# Moulin de la Galette (Toulouse-Lautrec-kép)
A Moulin de la Galette Henri de Toulouse-Lautrec festménye, amely az Art Institute of Chicago gyűjteményének része.
A Moulin de la Galette című kép alapozta meg Henri de Toulouse-Lautrec elismertségét, mint a montmartre-i éjszakai élet krónikásáét. A kép a címét is adó mulatót ábrázolja, amelyet Pierre-Auguste Renoir is megfestett.
A bal alsó sarokból induló fakorlát két részre szeli a képet. A korláthoz közel eső alakok mozdulatlanul, nyugodtan várnak, míg a távolabbiak féktelenül táncolnak. Toulouse-Lautrec temperát használt a festményhez.